# 江北街道 (白山市)
江北街道，是中华人民共和国吉林省白山市浑江区下辖的一个乡镇级行政单位。

## 行政区划
江北街道下辖以下地区：
江北社区、北安社区、青山湖社区、三工地社区和东岗村。